# Tuba Önal
Tuba Önal (* 1974) ist eine türkische Popsängerin.

## Leben und Wirken
Als Gewinnerin des türkischen Vorentscheids, nach einem erfolglosen Versuch 1997, durfte sie beim Eurovision Song Contest 1999 für ihr Land antreten. Mit dem Popsong Dön artık landete sie auf Platz 16. Begleitet wurde sie von drei Sängern und zwei Musikern, der Grup Mistik. In jenem Jahr erschien ihr Album Onun Adı Aşk.
In späteren Jahren war sie öfter als Backgroundsängerin in türkischen Pop-Produktionen zu hören.

## Diskografie

### Alben
- 1999: Onun Adı Aşk

### Singles
- 1999: Dön Artık
- 2003: Kazandım
- 2024: Olur Şey Değil
- 2024: Sana Sarılınca (mit Cem Adrian)